# Притча о закваске
Притча о закваске — одна из притч Иисуса Христа о Царствии Небесном, содержащаяся в Евангелиях от Матфея и Луки: 

Иную притчу сказал Он им: Царство Небесное подобно закваске, которую женщина, взяв, положила в три меры муки, доколе не вскисло всё.
— Мф. 13:33

Ещё сказал: чему уподоблю Царствие Божие? Оно подобно закваске, которую женщина, взяв, положила в три меры муки, доколе не вскисло всё.
— Лк. 13:20-21

## Богословское толкование
Цель жизни христианина — обожение, духовное преображение человека, сравнивается Иисусом Христом с процессом приготовления теста, когда закваска соприкасается с мукой и сообщает ей собственное свойство. Образованная таким образом масса — однородна, но не теряет прежних компонентов и как бы символизирует целостность человеческой натуры во Христе и Церковь, каждый член которой составляет единый организм Его Тела Еф. 1:22-23; Еф. 5:30; 1Кор. 12:27
Блаженный Феофилакт Болгарский, рассуждая о притче, дает приведенным в ней образам следующие значения:
- Закваска — апостолы, которые малым числом способны преобразовать весь мир, подобно тому как от малой закваски вскисает все тесто; проповедь.
- Три меры — три силы души: ум, чувства и воля.
- Жена — душа, которая скрыла проповедь во всех её силах, смешалась с нею, заквасилась и вся святилась от неё.

Святитель Иоанн Златоуст:

Как закваска над большим количеством муки производит то, что муке усваивается сила закваски, так и вы [апостолы] преобразуете целый мир. Обрати внимание на смысл: Господь избирает для образа то, что бывает в природе, чтобы показать, что слово Его так же непреложно, как и видимое в природе происходит по необходимым законам. Не говори мне: что сможем сделать мы, двенадцать человек, вступив в среду такого множества людей? В том самом и обнаружится яснее ваша сила, что вы, вмешанные во множество, не предадитесь бегству. Как закваска тогда только заквашивает тесто, когда бывает в соприкосновении с мукою, и не только прикасается, но даже смешивается с нею… И как закваска, будучи засыпана мукою, в ней не теряется, но в скором времени всему смешению сообщает собственное свойство, так точно произойдет и с проповедью… Как искра, когда коснется дров, зажженное ею делает новым источником огня, и таким образом простирается дальше и дальше, — так и проповедь. Но Господь сказал не об огне, а о закваске. Почему же? Потому что там не все зависит от огня, но многое и от зажженных дров; здесь же закваска все производит сама собою. Если же двенадцать человек заквасили целую вселенную, то размысли, как мы худы, когда, несмотря на всю свою многочисленность, не можем исправить оставшихся, мы, которых по надлежащему было бы довольно стать закваскою для тысячи миров!

Протоиерей Серафим Слободской ссылаясь на
епископа  Николая Велимировича в  Законе Божьем писал:

Господь дал в пример женщину потому, что женщина, как жена и мать, с любовью приготовляет домашний хлеб для чад и домочадцев, тогда как мужчина-пекарь готовит хлеб для продажи, рассчитывая на доход, на выгоду.

Им также указано на двоякий смысл, заключённый в притче: общеисторический процесс спасения людей и личный процесс спасения каждого человека:

Исторический процесс: После всемирного потопа от сыновей Ноевых — Сима, Хама и Иафета произошли три расы человеческого рода: семиты, хамиты и иафетиты. Они и есть три меры муки, в которые Христос влагает Свою небесную закваску — Святого Духа, влагает всем расам человеческим, без всякого ограничения и исключения.
Как женщина при помощи закваски превращает обычную естественную муку в хлеб, так и Христос при помощи Духа Святого превращает обычных естественных людей в сынов Божиих, в бессмертных жителей Царства Небесного.
Процесс закваски начался в день Сошествия Святого Духа на апостолов и продолжается до наших дней, и будет продолжаться до скончания века — доколе не вскисло все.
Личный процесс: Спаситель, через крещение во имя Пресвятой Троицы, дает небесную закваску — дары Св. Духа, силу благодати, — душе каждого человека, то есть главным способностям или силам человеческой души: разуму, чувству (сердцу) и воле («три меры»). Все три силы души человеческой гармонично растут и поднимаются к небу, исполняясь светом разума, теплом любви и славой добрых дел, становясь сынами и дочерьми Божиими, наследниками Царства Небесного.